# ターチャナ郡
座標: 北緯9度34分24秒 東経99度9分54秒 / 北緯9.57333度 東経99.16500度
ターチャナ郡（ターチャナぐん）はタイ南部・スラートターニー県にある郡（アムプー）。

## 名称
ターチャナとは「勝利の港」を意味する。これは、スラシンハナート副王が1785年対ビルマ戦で勝ったことにちなむ。その時、スラシンハナートはワット・コーターラーム（現在のワット・アムパワート）を建立し、勝利を記念する石碑をつくった。その石碑は二つあり、一方はタムボン・ワンにもう一方はタムボン・ターチャナにおかれている。

## 歴史
歴史は古く、元々の名前をプラソン郡 (อำเภอประสงค์) といい、ランスワン県の統治下にあった。1906年には、現在のスタートターニー県にあたるチャイヤー県の統治下におかれた。その時の郡庁所在地はバーン・タークラチャイにあった。1909年、チャクリー改革により、プラソン郡のタムボンのほとんどが分離し、プムリエン郡（すなわち、現在のチャイヤー郡）のものとなり、残ったプラソン郡も分郡（キンアムプー）へ降格された。1919年6月29日プラソン分郡も廃止され、チャイヤー郡に編入された。
その後、プラソンのあった場所は発展し、1948年1月1日、分郡として再成立した。分郡の郡庁はタムボン・ターチャナのバーンタラートノーンワイにおかれた。このため、新しい分郡はターチャナ分郡と呼ばれることになった。1956年6月5日、ターチャナ郡は分郡から郡（アムプー）へ昇格した。

## 地理
郡西部はプーケット山脈とよばれる山岳地帯になっており、これらの山から流れる川によって形成された西部の平地に市街地がある。山岳部の一部はケン・クルン国立公園となっている。
国道41号線が南北に通っており、北にチュムポーン、南にプンピン方面と通じている。

## 経済
郡内の主要な産業農業で、パラゴムノキ、コーヒー、アブラヤシの生産が行われている。

## 行政区分
郡内には6のタムボンがあり、さらにその下位に77の村（ムーバーン）がある。自治体（テーサバーン）があり以下のようになっている。
- テーサバーンタムボン・ターチャナ・・・タムボン・ターチャナとタムボン・サモートーンの一部

また郡内には6のタムボン行政体（オンカーンボーリハーンスワンタムボン）がある。
1. タムボン・ターチャナ・・・ตำบลท่าชนะ
2. タムボン・サモートーン・・・ตำบลสมอทอง
3. タムボン・プラソン・・・ตำบลประสงค์
4. タムボン・カトゥリー・・・ตำบลคันธุลี
5. タムボン・ワン・・・ตำบลวัง
6. タムボン・クローンパー・・・ตำบลคลองพา